# Zbigniew Messner
Zbigniew Stefan Messner (audioⓘ) (Stryj, 13 maart 1929 – Warschau, 10 januari 2014) was een Pools econoom, communist en politicus. 
Messner werd geboren in Stryj, dat destijds Pools was en tegenwoordig tot Oekraïne behoort. In 1972 werd hij hoogleraar aan de Karol Adamiecki-universiteit voor Economie in Katowice. Hij was lid van het Centraal Comité van de Poolse Verenigde Arbeiderspartij van 1981 tot 1988, vice-premier van 1983 tot 1985 en Premier van de Volksrepubliek Polen van 1985 tot 1988.
In navolging van generaal Jaruzelski probeerde Messner economische hervormingen door te voeren, wat uiteindelijk compleet mislukte. Nadat in 1987 een referendum over deze hervormingen, voor de Poolse bevolking het eerste referendum tegen het communistische regime, het niet haalde, werd zijn regering na een motie van wantrouwen in de Sejm (het parlement), die nog steeds werd gedomineerd door de communisten, op 19 september 1988 naar huis gestuurd en moest Messner de macht overdragen aan Mieczysław Rakowski. Dit was in de communistische wereld een unicum en een duidelijk teken van het hervormingsbeleid van Michail Gorbatsjov.
Messner gold in de publieke opinie, waar hij niet bijzonder geliefd was, als een apolitieke technocraat. Na het voor hem mislukken van de verkiezingen in juni 1989 beëindigde Messner zijn politieke carrière en keerde hij terug naar de wetenschap. Hij was auteur van talrijke publicaties over de beleidsinformatica en boekhouding.
Op 10 januari 2014 is hij overleden op 84-jarige leeftijd.